# Niels Westerby
 Der er for få eller ingen kildehenvisninger i denne artikel, hvilket er et problem. Du kan hjælpe ved at angive troværdige kilder til de påstande, som fremføres i artiklen.

Niels Henning Erik Ulrik Westerby (født 1. november 1925 i København, død 20. oktober 2016) var en dansk politiker, cand.jur. og medstifter af tidsskriftet og debatkredsen Liberal Debat 1960.
I foråret 1965 meldte han sig sammen med Børge Diderichsen ud af Venstre, stemte med regeringen Jens Otto Krag for en række finanspolitiske stramninger og tog skridt til dannelse af partiet Liberalt Centrum.
Formand for VU 1955-1957. Formand for Hovedstadens Venstre 1961-65. Medlem af Folketinget for Venstre 1964 og for Liberalt Centrum 1965-68.
Som cand.jur. arbejdede han bl.a. i Boligministeriet og i EF. Han var bl.a. EF's ambassadør i Israel gennem seks år. 